# Trastorno del movimiento
Los trastornos del movimiento son un grupo de enfermedades neurológicas (del sistema nervioso) que provocan movimientos anormales, que pueden desencadenarse voluntaria o involuntariamente.  Estos trastornos también pueden reducir o enlentecer los movimientos.

## Lista de trastornos del movimiento
- Ataxia. Enfermedad del cerebelo que puede causar desequilibrio, movimientos descoordinados de la extremidades y otros síntomas.
- Corea. El corea se caracteriza por movimientos involuntarios repetitivos, breves, irregulares, rápidos que típicamente involucran al cara, la boca el tronco y las extremidades.
- Distonía. Esta enfermedad se caracteriza por contracciones musculares repetitivas o sostenidas acompañadas de porciones y movimientos repetitivos. Puede afectar todo el cuerpo the entire body (distonía generalizada) o sólo una parte (distonía focal).
- Trastornos funcionales del movimiento. Puede asemejarse a cualquier otro trastorno del movimiento pero no tienen una base neurológica.
- Enfermedad de Huntington. Esta es una enfermedad neurodegenerativa hereditaria y progresiva que provoca movimientos incontrolados, discapacidad intelectual y trastornos psiquiátricos.
- Síndrome de Shy-Drager o atrofia sistémica múltiple. Es una enfermedad neurológica poco común, progresiva, que afecta varios zonas cerebrales que al atrofiarse van provocando trastornos del movimiento tales como ataxia o parkinsonismo.  También puede afectar la presión arterial y la función de la vejiga.
- Mioclono. Esta condición causa sacudidas bruscas de un músculo o grupo muscular.
- Enfermedad de Parkinson. Es una enfermedad neurodegenerativa lentamente progresiva que provoca timber, rigidez, lentitud y desequilibrio. Puede acompañarse de otros síntomas.
- Parkinsonismo. Este término se refiere a un grupo de enfermedades o condiciones que dan lugar a síntomas similares a la Enfermedad de Parkinson.
- Parálisis supranuclear progresiva. Es una enfermedad neurológica rara que causa dificultades para caminar, el equilibrio y en los movimientos oculares. Puede confundirse con la enfermedad de Parkinson.
- Síndrome de piernas inquietas. This movement disorder causes unpleasant, abnormal feelings in the legs while relaxing or lying down, often relieved by movement.
- Discinesia tardía Tardive dyskinesia. This neurological condition is caused by long-term use of certain drugs used to treat psychiatric conditions (neuroleptic drugs). Tardive dyskinesia causes repetitive and involuntary movements such as grimacing, eye blinking and other movements.
- Síndrome de Tourette. Esta enfermedad neurológica comienza entre la infancia y la adolescencia y consiste en movimientos repetitivos (tics) y sonidos vocales.
- Temblor esencial. Esta enfermedad se caracteriza por sacudidas rítmicas involuntarias de distintas partes del cuerpo como las manos o la cabeza.
- Enfermedad de Wilson. Es una enfermedad hereditaria rara en la cual se producen depósitos excesivos de cobre en el cuerpo produciendo síntomas neurológicos.